# Малий Сундир (Ядринський район)
Ма́лий Сунди́р (рос. Малый Сундырь, чув. Кĕçĕн Сĕнтĕр) — присілок у Чувашії Російської Федерації, у складі Великосундирського сільського поселення Ядринського району.
Населення — 26 осіб (2010; 79 в 2002, 146 в 1979, 253 в 1939, 237 в 1926, 154 в 1897, 126 в 1858). У національному розрізі у присілку мешкають чуваші.

## Історія
Історична назва — Малий Сюндир. До 1866 року селяни мали статус державних, займались землеробством, тваринництвом. У 1920-ті роки діяв вітряк. 1934 року створено колгосп «імені Юр'єва». До 1927 року присілок входив до складу Балдаєвської та Шемердянівської волостей Ядринського повіту. З переходом на райони 1927 року — у складі Ядринського району.